# Paraphlepsius irroratus
Paraphlepsius irroratus är en insektsart som beskrevs av Thomas Say 1830. Paraphlepsius irroratus ingår i släktet Paraphlepsius och familjen dvärgstritar. Inga underarter finns listade i Catalogue of Life.